# Bill Monroe
Bill Monroe, narozen jako William Smith Monroe (13. září 1911 Rosine, Kentucky – 9. září 1996) byl americký hudebník, který položil základy hudebního stylu bluegrass. Často se proto o něm hovoří jako o "otci bluegrassu".
První muzikantské krůčky učinil už jako malý chlapec, kdy se učil písním od své matky Malissy Vandiver a zejména svého strýce Pendletona Vandivera, který byl zdatný houslista, a o kterém později on sám složil dnes velmi známou píseň Uncle Pen. V té době již hrával na mandolínu, která měla, dle jeho vyjádření, natažené pouze 4 struny, aby je umáčkl.
Jeho profesionální kariéra začala v roce 1927, kde se svými staršími bratry Birchem a Charliem založili trio Monroe Brothers a občas vystupovali v místním rádiu v South Bend v Indianě, kde tehdy pracovali na rafinérii. Birch záhy odešel, ale oba mladší bratři vystupovali dále a nahrávali nové písně, např. Kentucky Waltz, Footprints In the Snow.. V roce 1939 zformoval svou první sestavu kapely Blue Grass Boys a ještě téhož roku se dostali do Grand Ole Opry.
Jako mandolínista dosáhl značných úspěchů, jeho styl vynikal razancí, rychlými sóly, stejně tak dokázal zahrát citlivé melodie. Ve své době se rozhodně řadil k mistrům tohoto hudebního nástroje, pro který složil i mnoho instrumentálních skladeb, které se dnes řadí k bluegrassovým standardům. Během čtyřicátých let 20. století nepřetržitě koncertoval a jeho sestava Blue Grass Boys se postupně rozrostla a vykrystalizovala v roce 1945, kdy do kapely přibral kytaristu Lestera Flatta a fenomenálního banjistu Earla Scruggse. V té době se již konečně dotvořil zvuk kapely, tvořený vícehlasým vokálem, ve kterém dominoval jeho vlastní ostrý tenor a doplněný o rytmický základ basy a kytary, vyšperkovaný houslovými, mandolínovými a banjovými sóly.
Styl a zvuk jeho kapely byl kopírován mnoha skupinami. V kapele Blue Grass Boys se postupně od doby jejího vzniku až do doby jeho smrti vystřídalo přes 150 hudebníků a bylo vychováno mnoho generací nových bluegrassových muzikantů, z nichž mnozí se stali posléze hvězdami, např. Mac Wiseman, Sonny Osborne, Don Reno, David Akeman, Del McCoury, Vassar Clements, Peter Rowan, Carter Stanley a mnoho dalších.
Stal se autorem mnoha písní a instrumentálních skladeb, které postupem času v bluegrassu zlidověly a staly se z nich standardy, které si zahraje bluegrassový muzikant z kterékoliv země s kolegou z opačné strany naší planety.
V roce 1970 byl uveden do countryové síně slávy (Country Music Hall of Fame), v roce 1991 do mezinárodní bluegrassové síně slávy (International Bluegrass Music Hall of Honor) a v roce 1997 do rokenrolové síně slávy (Rock and Roll Hall of Fame). Je jediným hudebníkem, který byl uveden do všech tří síní slávy.